# Jeannette L. Clariond
Jeannette L. Clariond (Chihuahua, 8 de agosto de 1949) es una poeta y traductora mexicana. Es fundadora de la editorial Vaso Roto Ediciones y es reconocida por ser la principal traductora al español de la poeta canadiense Anne Carson. Ha sido reconocida con el Premio Nacional de Poesía Efraín Huerta.
En el 2021 recibió el reconocimiento al Mérito Artístico Colegio Civil, otorgado por el Centro Cultural Universitario de la Universidad Autónoma de Nuevo León por su destacado trabajo literario.

## Formación
Es licenciada en Filosofía y maestra en Metodología de la Ciencia y Letras Españolas.
En el año 2000 obtuvo la beca Rockefeller/CONACULTA y la Banff CONACULTA para traductores 2004, así como diversos premios a nivel nacional e internacional por sus obras y traducciones.

## Obra
Clariond ha publicado diversas obras en géneros como novela y poesía, además de su trabajo como traductora de la obra de Alda Merini, Charles Wright o William Wadsworth, entre otros.
- Mujer dando la espalda (1992)
- Newaráriame (1997)
- Desierta memoria (2002)
- Todo antes de la noche (2002)
- Amonites (2003)
- Siete visiones en coedición con Gonzalo Rojas (2004)
- Nombrar en vano (2004)
- Los momentos del agua (2006 y 2007)
- Leve sangre (2009)
- Los primeros once (2009)
- Cuaderno de Chihuahua (2013)
- Marzo 10, N.Y. (2015)
- Tonalpohualli (2017)
- Ante un cuerpo desnudo.[10][11][12][13]

### Antología
- Mujeres poetas de México: antología poética: 1940-1965 (2008)
- Astillada claridad: antología poética (2014)

### Traducciones
- Antología de Roberto Carifi, Edición Papeles Privados, México, D.F., 2000.
- La Tierra Santa de Alda Merini, Editorial Pre-textos, Valencia, España, 2001.
- Zodiaco Negro de Charles Wright, Editorial Pre-textos, Valencia, España, 2002.
- Baladas no pagadas de Alda Merini, Editorial La Poesía, señor hidalgo, Barcelona, 2005.
- A una hora incierta de Primo Levi, Editorial La Poesía, señor hidalgo, Barcelona, 2005.
- Cuatro Salmos de W. S. Merwin, Vaso Roto Ediciones, 2003, Reedición 2010.
- Dulce como un pepinillo y limpio como un cerdito de Carson McCullers, Editorial La Poesía, señor hidalgo, Barcelona, 2007.
- Cuerpo de amor: Un encuentro con Jesús, de Alda Merini, Vaso Roto Ediciones, 2008.
- Una breve historia de la sombra, de Charles Wright. DVD, Ediciones, Barcelona, 2009.
- Magnificat, de Alda Merini, Vaso Roto Ediciones, 2010.
- La carne de los ángeles, de Alda Merini, Vaso Roto Ediciones, 2010.
- El físico una noche fría explica, de William Wadsworth, Vaso Roto Ediciones, 2010.
- Potrillo, de Charles Wright, co-traducción con Eduardo Zambrano, Vaso Roto Ediciones, 2010.
- La escuela de Wallace Stevens. Un perfil de la poesía estadounidense contemporánea. Textos introductorios de Harold Bloom, traducción, edición y prólogo a cargo de la autora. Vaso Roto Ediciones, 2011.
- Perdurable compañía, de W.S. Merwin, Vaso Roto Ediciones, 2012.
- Decreación, de Anne Carson, Vaso Roto Ediciones, 2014
- Francisco. Canto de una criatura, de Alda Merini, Vaso Roto Ediciones, 2014.
- Elizabeth Bishop, Obra completa. Vaso Roto Esenciales, 2017.
- Cuerpo del dolor. Poesía de Alda Merini con imágenes de los Museos Vaticanos, Vaso Roto Ediciones, 2017.
- Caribou, de Charles Wright, Vaso Roto Esenciales, España-México, 2017.
- Nox, de Anne Carson, Vaso Roto Ediciones, o 2018.
- Economía de lo que no se pierde. Leyendo a Simónides de Ceos con Paul Celan, de Anne Carson, Vaso Roto Ediciones, 2020.

### Participación en antologías
- Casa de luciérnagas. Antología de poetas hispanoamericanas de hoy de Mario Campaña, Editorial Bruguera. (A lado de Elsa Cross, Coral Bracho, Gloria Gervitz y Pura López Colomé).
- Huracán de sol. Poetas de Nuevo León en España de Jorge Luis Darcy, Ediciones CONARTE.
- Poetas en casa 2020 de Luis Armenta Malpica y Elizabeth Quila, Casa Cultural de las Américas.
- Donne di Parole. Venti Poete Messicane de Emilio Coco, Fermenti (con poetas como Sor Juana Inés de la Cruz, Rosario Castellanos, Jeannette L. Clariond, Enzia Verduchi, María Baranda y Minerva Margarita entre otras).

## Reconocimientos
- Primera Mención al Premio Nacional de Poesía Ramón López Velarde (1992)
- Premio Nacional de Poesía Efraín Huerta (1996)[14]
- Premio Nacional de Poesía Gonzalo Rojas (2001)
- Premio Juan de Mairena por la Universidad de Guadalajara (2014)[15]

- Finalista de la Bienal de Poesía COPE de Perú (2008)
- Premio a la Mejor Traducción en el marco de la New York Book Fair, por La Escuela de Wallace Stevens. Un perfil de la poesía estadounidense contemporánea (2013)
- Reconocimiento al Mérito Editorial, UANL (2014)
- Premio a la Mejor Traducción de No Ficción en los Latino Book Awards por Decreación de Anne Carson (2015)
- Reconocimiento en Milán (Museo-Casa Alda Merini) por el trabajo de difusión de la poeta milanesa, a quien tiene más de 25 años traduciendo (2017)

- Premio Internacional San Juan de la Cruz de la Academia de Juglares de Fontiveros (2018)[16]
- Reconocimiento al Mérito Artístico Colegio Civil, otorgado por el Centro Cultural Universitario de la Universidad Autónoma de Nuevo León (2021)

### Becas
- Beca Rockefeller – CONACULTA (2000)
- Beca para traductores: Banff Centre for the Arts (2004)
- Beca Vermont Studio Center for the Arts (2006)